# Vinzenz Maria Gredler
Vinzenz Maria Gredler (* 30. September 1823 in Telfs, Tirol; † 4. Mai 1912 in Bozen, Südtirol) war ein Franziskaner (OFM) und Tiroler Naturforscher.

Pater Vinzenz Maria Gredler OFM

## Leben
Vinzenz Maria Gredler wurde als zehntes von vierzehn Kindern in Telfs in einer Bauernfamilie geboren. Bereits in seiner Jugendzeit zeigte er ein großes Interesse an der Vielfalt der  Natur. Es besuchte das Gymnasium der Franziskaner in Bozen und trat 1841 selbst in den Orden des hl. Franziskus ein. Obwohl er zu Beginn seines Noviziats Zweifel an seiner Ordensberufung hatte, blieb er jedoch durch die Hilfe des Novizenmeisters und bekannten Musikers Pater Peter Singer im Kloster. Er studierte Theologie und wurde 1846 zum Priester geweiht.
Nachdem Gredler 1848 ein Jahr als Hilfslehrer am Gymnasium der Franziskaner in Hall in Tirol wirkte, kam er nach Bozen, wo er Naturgeschichte unterrichtete. Er arbeitete als Autodidakt und eignete sich sein Wissen durch das Studium der wissenschaftlichen Literatur und Exkursionen in die Tiroler Bergwelt an. So legte er auch 1852 ohne vorausgehendes Hochschulstudium die Staatsprüfung für Naturgeschichte und Deutsch an der Universität Innsbruck mit Auszeichnung ab. Im Jahre 1855 führte ihn eine Studienreise durch Europa. Als Wissenschaftler war er immer im  Kontakt mit den führenden Naturforschern seiner Zeit. 1867 erhielt Pater Vinzenz Maria Gredler eine Berufung an die Universität von Buenos Aires, die er aber aus ordensinternen Gründen nicht wahrnehmen konnte. Im Jahre 1871 verlieh ihm Kaiser Franz Josef I. auf Grund seiner wissenschaftlichen Verdienste das Goldene Verdienstkreuz mit Krone.
Gredler unterrichtete als Professor in Bozen und setzte sich 1872 für die Gründung eines privaten Franziskanergymnasiums in Bozen ein, dessen erster Direktor er auch wurde. Dieses Amt übte er bis 1889 aus und ging im Jahre 1901 (im Alter von 78 Jahren und nach 53 Dienstjahren) auch als Lehrer am Bozner Gymnasium in den Ruhestand. Neben seiner Forschungs- und Lehrtätigkeit war Pater Vinzenz Maria Gredler auch immer wieder in der Leitung der Tiroler Franziskanerprovinz tätig. Nach 90 Lebensjahren, davon über 70 Jahren im Orden des hl. Franziskus, starb er im Bozner Franziskanerkloster.

## Werk
Gredler war ein Wegbereiter der im 19. Jahrhundert aufstrebenden Naturwissenschaften. Er beschäftigte sich vor allem mit der Kleintierwelt, wobei er sich besonders der Beschreibung der Schnecken, Käfer, Ameisen und Amphibien seiner Tiroler Heimat widmete. Da er aber auch von den Missionaren der Tiroler Franziskanerprovinz mit Studienmaterial versorgt wurde, verfasste er Werke über die Schnecken und Muscheln in Bosnien, Nordafrika und China. In seinen geologischen Arbeiten beschäftigte er sich besonders mit den Tiroler Gletschern. Er verfasste auch poetische Werke, die die Natur philosophisch-theologisch beleuchten.

## Schriften
Vinzenz Maria Gredler gab circa 340 Publikationen heraus, darunter:
- Wissenschaftliche Veröffentlichungen
  - Tirol’s Land- und Süsswasser-Conchylien, Bozen 1856
  - Die Ameisen Tirol’s, Bozen 1856
  - Die Ameisen Tirol's. In: Programm des k.k. Gymnasiums zu Bozen. 1858 (Digitalisat)
  - Erster Beitrag zur Dipterenfauna Tirol's. In: Programm des k.k. Gymnasiums zu Bozen. 1861 (Digitalisat)
  - Die Käfer von Tirol nach ihrer horizontalen und vertikalen Verbreitung. Bozen 1863 (Digitalisat)
  - Vierzehn Tage in Bad Ratzes: eine naturgeschichtliche Lokalskizze mit näherer Berücksichtigung der Fauna. In: Programm des k.k. Gymnasiums zu Bozen. 1863 (Digitalisat)
  - Die Urgletscher-Moränen aus dem Eggenthale. In: Programm des k.k. Gymnasiums zu Bozen. 1868 (Digitalisat)
  - Fauna der Kriechthiere und Lurche Tirol's. In: Programm des k.k. Gymnasiums zu Bozen. 1872 (Digitalisat)
  - Zur Conchylien-Fauna von China, Bozen 1893
  - Die Porphyre der Umgebung von Bozen und ihre mineralogischen Einschlüsse: Skizzen zu einer petrographisch-oryktognostischen Localstudie. Bozen: Auer 1895 (online)

- Poetische Werke
  - Ethische Naturbilder, Innsbruck 1876
  - Natur-Bilder, Bozen: Auer 1902 (online)
  - Spruchform-Späne, Bozen 1902